# Баторы, Ян
Ян Баторы (пол. Jan Batory; 23 августа 1921 — 1 августа 1981) — польский режиссёр, сценарист.

## Фильмография
Режиссёр:
- 1981 — Запах собачьей шерсти / Zapach psiej sierści (Болгария, Польша)
- 1979 — Украденная коллекция / Skradziona kolekcja
- 1976 — С любовью / Con amore
- 1976 — Карино / Karino
- 1972 — Как это случилось / Jezioro osobliwości
- 1970 — Последний свидетель / Ostatni świadek
- 1968 — Дансинг в ставке Гитлера / Dancing w kwaterze Hitlera
- 1965 — Лекарство от любви / Lekarstwo na miłość
- 1964 — Встреча со шпионом / Spotkanie ze szpiegiem
- 1963 — Особняк на Зелёной / Ostatni kurs
- 1962 — О тех, кто украл Луну / O dwóch takich, co ukradli księżyc
- 1961 — Яцек и его президент / Odwiedziny prezydenta
- 1955 — Подгале в огне / Podhale w ogniu

Сценарист:
- 1981 — Запах собачьей шерсти / Zapach psiej sierści (Болгария, Польша)
- 1979 — Украденная коллекция / Skradziona kolekcja
- 1976 — Карино / Karino
- 1972 — Как это случилось / Jezioro osobliwości
- 1968 — Дансинг в ставке Гитлера / Dancing w kwaterze Hitlera
- 1965 — Лекарство от любви / Lekarstwo na miłość
- 1963 — Особняк на Зелёной / Ostatni kurs
- 1962 — О тех, кто украл Луну / O dwóch takich, co ukradli księżyc
- 1955 — Подгале в огне / Podhale w ogniu

## Награды
- Сан-Себастьян, 1961 год
- Серебряная раковина («Визиты президента»)